# Upper Rawcliffe-with-Tarnacre
Upper Rawcliffe-with-Tarnacre – civil parish w Anglii, w Lancashire, w dystrykcie Wyre. W 2011 civil parish liczyła 629 mieszkańców.